# خانه آقایی‌زاده
خانه آقایی زاده مربوط به دوره قاجار است و در یزد، خیابان گل سرخ، کوچه شهید عباس کربلایی، پلاک ۲ واقع شده و این اثر در تاریخ ۲۲ مرداد ۱۳۸۴ با شمارهٔ ثبت ۱۳۱۰۲ به‌عنوان یکی از آثار ملی ایران به ثبت رسیده است.